# Okileucauge tanikawai
Okileucauge tanikawai är en spindelart som beskrevs av Zhu, Song och Zhang 2003. Okileucauge tanikawai ingår i släktet Okileucauge och familjen käkspindlar. Inga underarter finns listade i Catalogue of Life.